# Parque nacional natural Puracé
El parque nacional natural Puracé se encuentra en la reserva de biosfera del Cinturón andino, región del Macizo Colombiano perteneciente a la cordillera Central de los Andes en Colombia. Su superficie hace parte de los departamentos del Cauca y del Huila. Su altitud es de 4646 msnm; en el parque se encuentra el volcán Puracé, uno de los volcanes más activos de Colombia que forma parte de la cadena volcánica de los Coconucos. También se engloba parte del Macizo Colombiano, donde nacen cuatro de los ríos más caudalosos de Colombia: Magdalena, Cauca, Caquetá y Patía.

## Generalidades
Es una zona volcánica, reflejada en las numerosas fuentes azufradas. Alberga 30 lagunas, ideales para curas de salud y el descanso. Es considerado la estrella hidrográfica colombiana que en sus cimas nacen los ríos Magdalena, Cauca y Caquetá. Hace parte del cinturón andino declarado por la Unesco reserva de la biósfera en 1979, por su gran abundancia de ecosistemas, como la selva húmeda del piso térmico frío, páramo, super páramo y nival, además de encontrarse algunas especies vegetales amenazadas como el pino colombiano, el roble y la palma de cera.
El parque comprende el complejo volcánico de la serranía de los Coconucos, donde se encuentran los picos Puracé, Piocolló, Quiriquinga, Calambás, Paletará, Quintín, Los Charcas, Manchagara, Pan de Azúcar y Pucará. De ellos, los únicos activos son el Puracé y el Sotará.
El área del parque se extiende entre los municipios de Puracé, Sotará, La Vega, Almaguer, San Sebastián y en el departamento del Cauca, y La Argentina, La Plata, Isnos, Saladoblanco y San Agustín en el departamento del Huila.
La forma de llegar al parque es a través de Popayán, capital del departamento del Cauca, a la cual se llega por la autopista Panamericana que conecta el país de norte a sur. Se toma luego la vía hasta la población de Puracé, ubicada en las faldas del volcán. Son 44 km, y se emplea aproximadamente media hora. La carretera está en buen estado. De Puracé se debe llegar al punto denominado «El Crucero», y luego —a 1 km de distancia— a la bella zona recreativa de Pilimbalá, en el sector norte del Volcán, o desde la antigua base de la policía colombiana ubicada a 4000 msnm a la cual puede accederse en vehículo campero luego de pasar por las minas de azufre de Puracé.
Ascendiendo desde Pilimbalá a paso medio y con buen clima puede tomarse 3 ½ h el ascenso hasta el cráter, si el ascenso se hace por la base militar el trayecto es mucho más corto y puede demorar alrededor de 1 ½ a 2 h.
Durante los días 12 y 13 de diciembre de 2008 se experimentó una actividad inusual con aumento considerable de sismos ubicados en sectores norte del volcán, estos fueron clasificados como tipo LP tránsito de fluidos y se sigue alerta por posible incremento de actividad volcánica, según lo informan especialistas de Ingeominas.

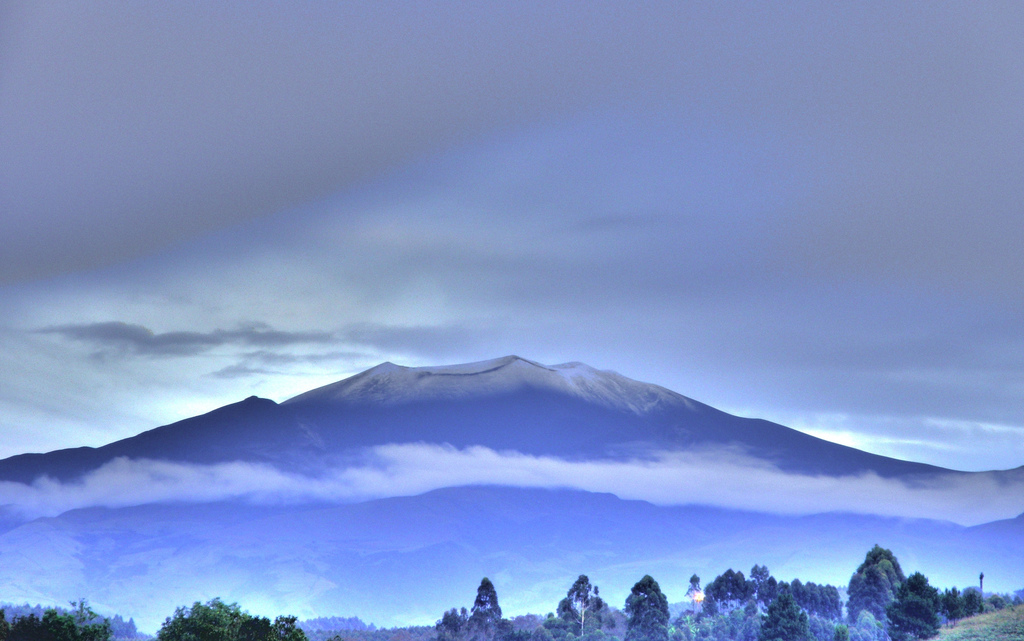
Panorama del volcán Puracé.

## Comunidades
Su zona de influencia sirve de resguardo indígena a la etnia Cocunuco, sector de Pilimbalá, donde la misma comunidad ofrece cómodos alojamientos y comida típica. También hay un asentamiento indígena guambiano.

## Flora
Los bosques achaparrados de porte pequeño, trepadoras, orquídeas, pajonales, chusques, frailejonales, musgos, arbustos, líquenes, entre otros.

## Galería

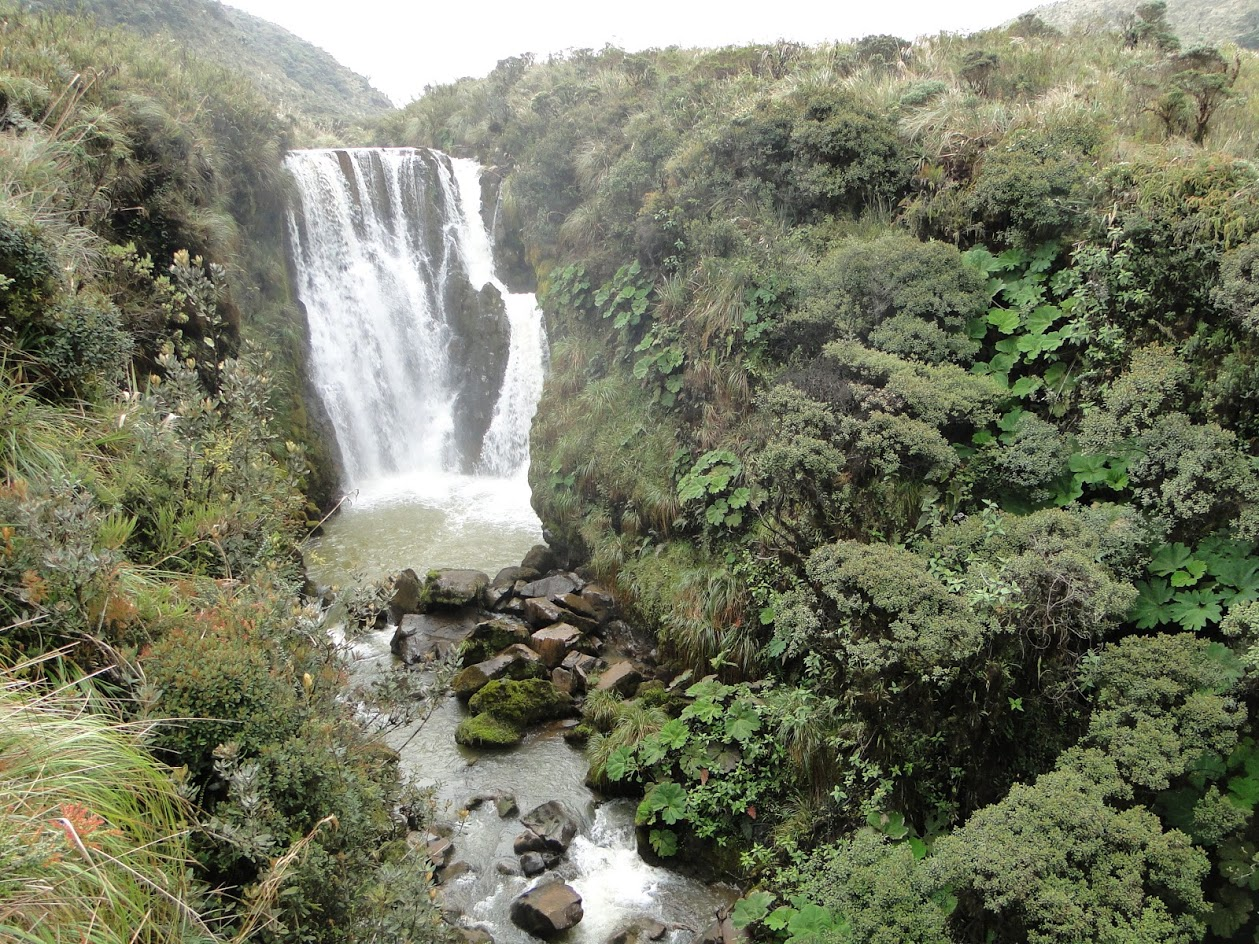
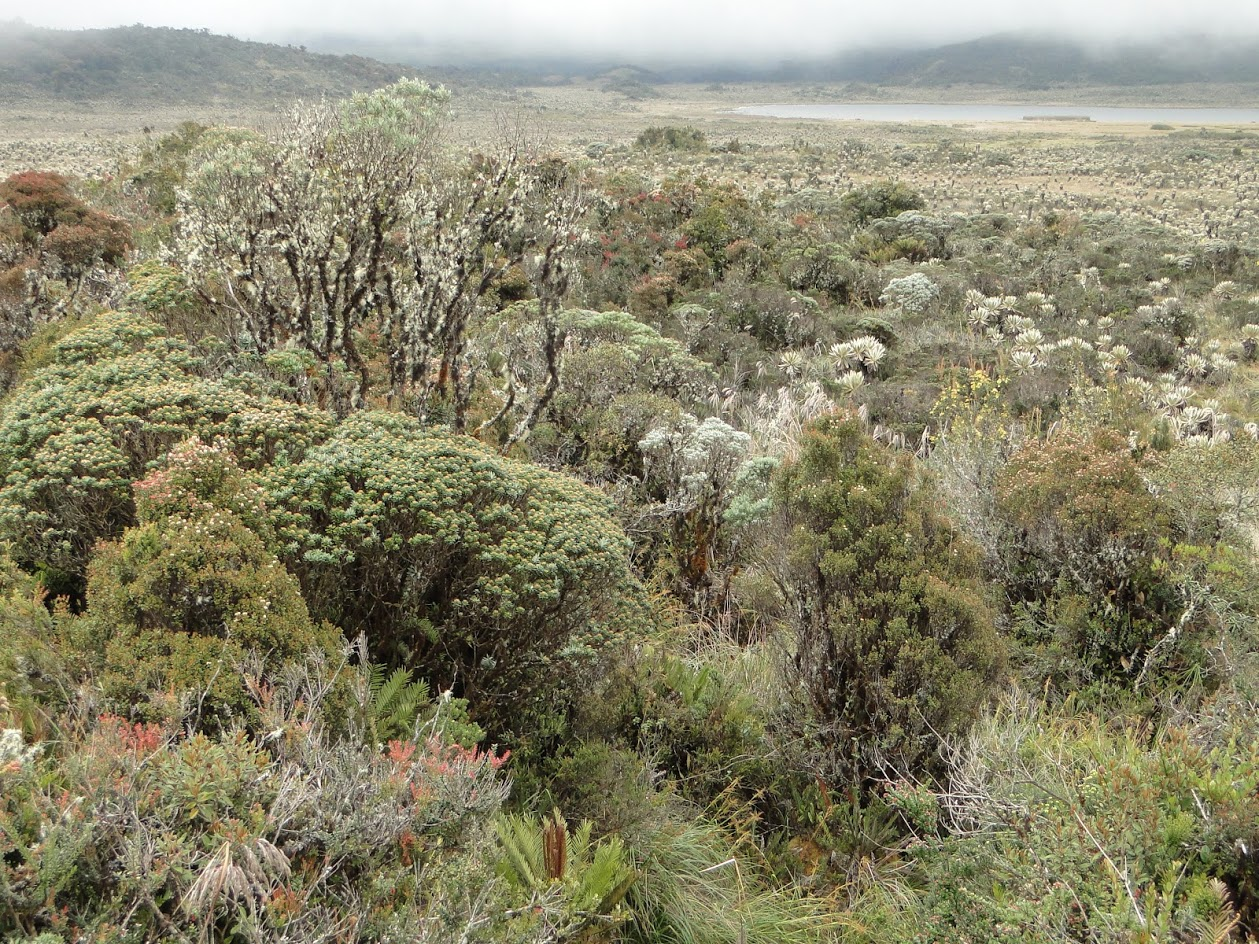
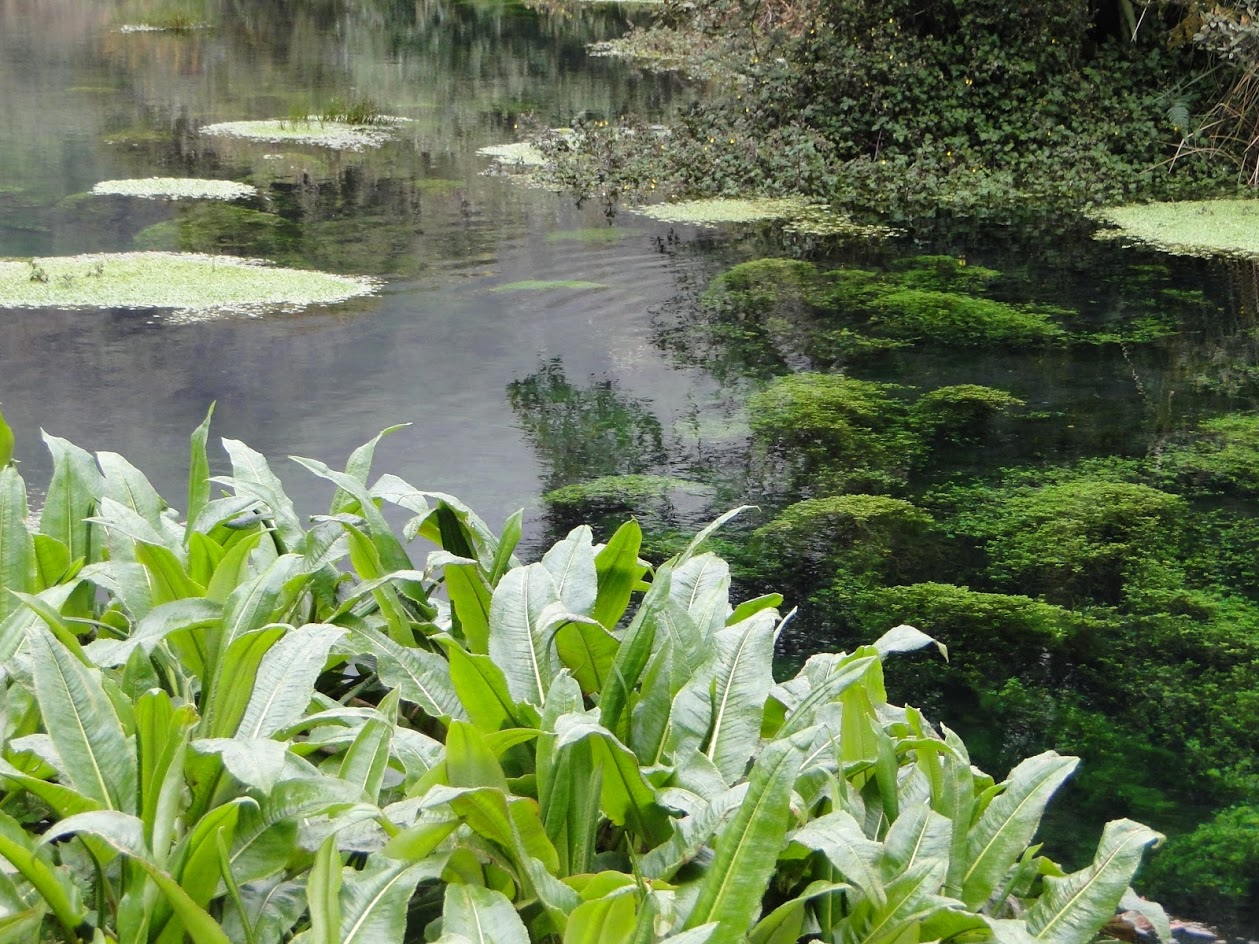
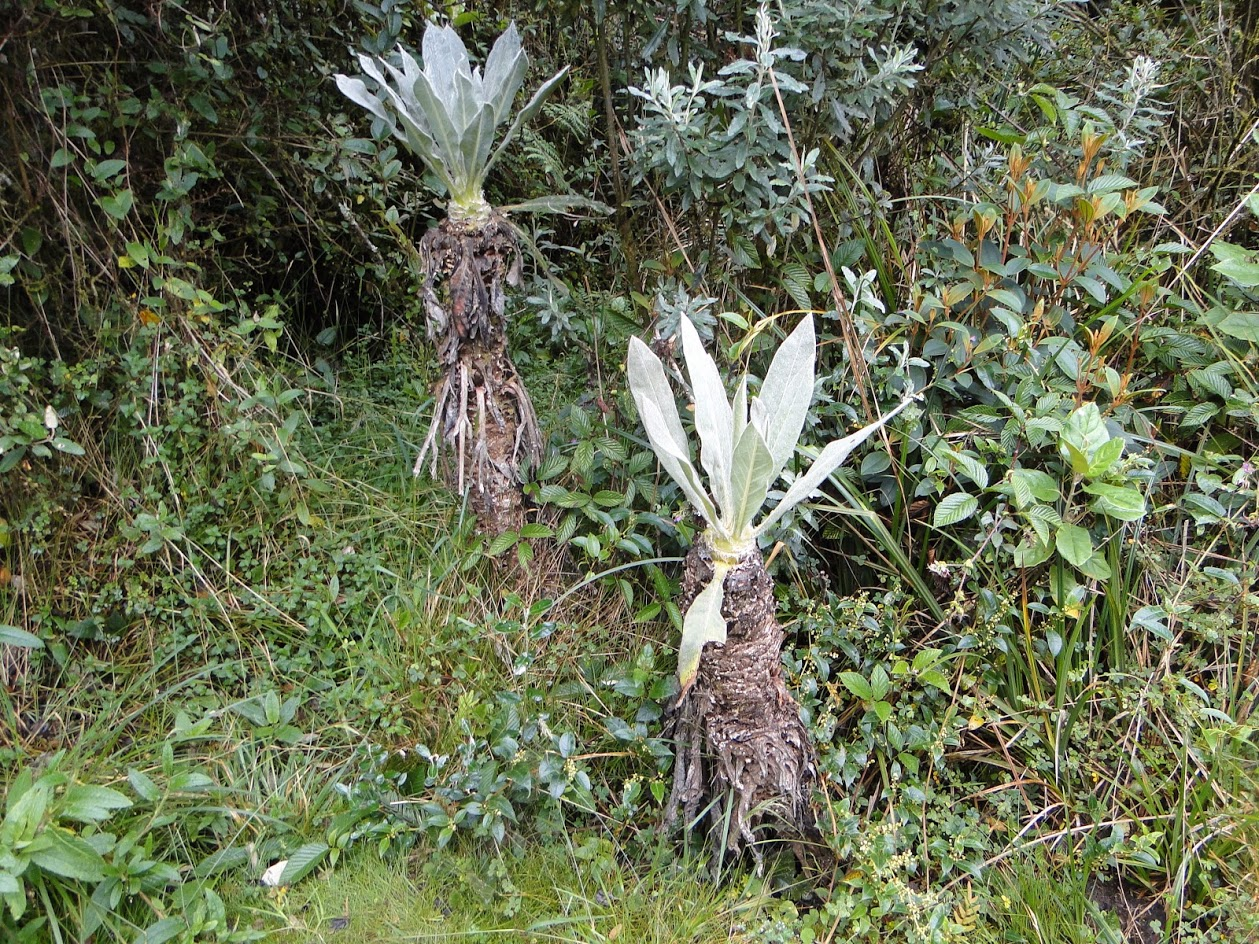
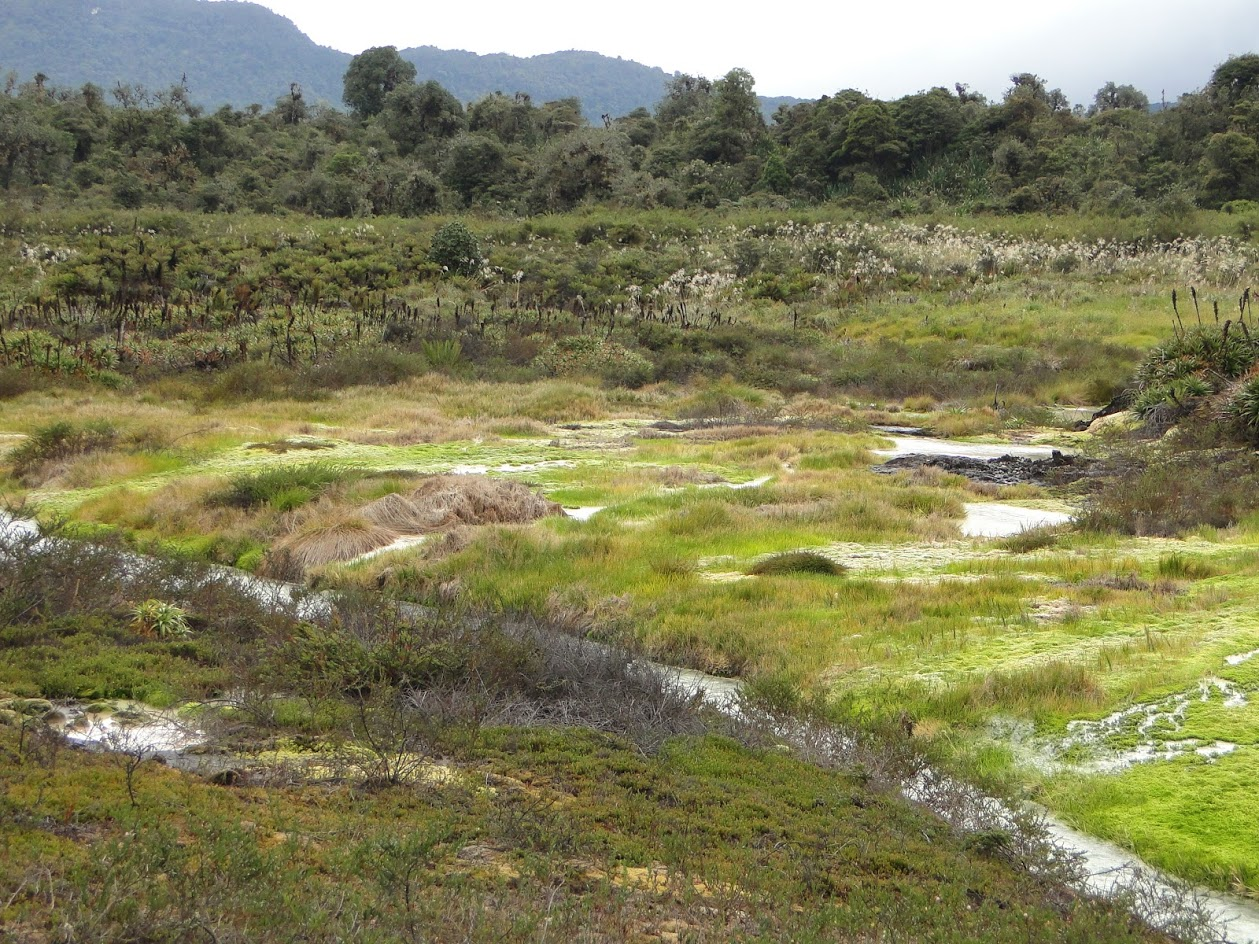
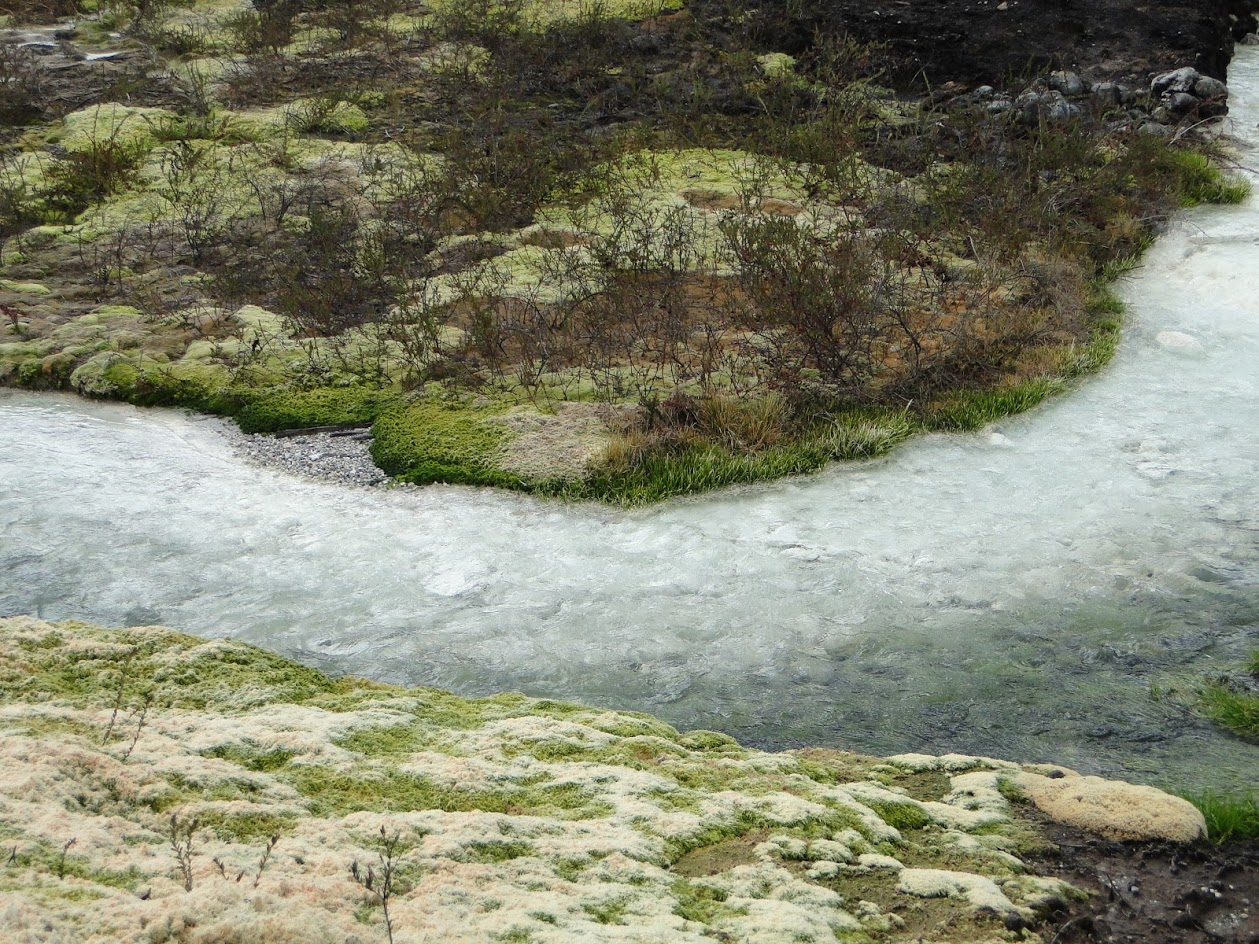

## Fauna
Dentro de las especies del área están el cóndor, el colibrí, el venado conejo, el venado rojo, la danta, el oso de anteojos, el armadillo, el loro orejiamarillo, la cotorra de montaña, el mono aullador, la ardilla, la pava colorada y la pava mora.

## Atractivos del lugar
El parque nacional natural presta el servicio de ecoturismo; cuenta con infraestructura para alojamiento en el sector de Pilimbalá con tres cabañas con capacidad para seis personas cada una y cuatro espacios para camping con capacidad para cinco personas cada carpa. Actualmente está cerrado al público.
Se pueden hacer las siguientes actividades ecoturísticas:
- Senderismo
- Caminatas
- Termalismo
- Fotografía
- Observación de fauna y flora
- Contacto cultural